# Boris Vermont
Boris Vermont (* 3. August 1903 im Russischen Kaiserreich; † 25. Juni 1956 in New York City, New York) war ein aus Russland stammender US-amerikanischer Filmproduzent und Filmeditor, der einen Oscar für den besten Kurzfilm gewann sowie ein weiteres Mal für den Oscar in dieser Kategorie nominiert war.

## Leben
Der aus Russland stammende Vermont wirkte erstmals als Editor bei dem 1943 von Charles McDonald inszenierten fünfminütigen dokumentarischen Kurzfilm The Tree in a Test Tube mit Stan Laurel und Oliver Hardy mit. 1947 produzierte er mit Alaska den ersten von drei Kurzfilmen.
Für seinen zweiten Kurzfilm Light in the Window (1952) wurde er bei der Oscarverleihung 1953 mit dem Oscar für den besten Kurzfilm („One Reel“) ausgezeichnet. Der unter der Regie von Jean Oser entstandene zehnminütige Film stellt wie sich aus dem Zusatztitel The Art of Vermeer ergibt, etwas der Kunst des niederländischen BarockMalers Jan Vermeer dar. 
Mit seinem dritten und zugleich letzten Kurzfilm war Vermont 1954 erneut für den Oscar für den besten Kurzfilm („One Reel“) nominiert, und zwar diesmal für den ebenfalls von Jean Oser inszenierten Kurzfilm Joy of Living (1953), in dem nunmehr unter dem Untertitel The Art of Renoir die Kunst des impressionistischen Malers Pierre-Auguste Renoir dargestellt wurde.

## Privates
Vermont war mit der Drehbuchschreiberin Mildred Barish verheiratet. Die beiden hatten ein Kind.

## Auszeichnungen
- 1953: Oscar für den besten Kurzfilm („One Reel“)